# Денверський монетний двір
Денверський монетний двір є філією Монетного двору США, що викарбував свої перші монети на 1 лютого 1906 року [2] Виробництво все ще працює і виробляє монети для обігу, а також карбує набори й пам'ятні монети. Монети, вироблені в Денвері монетному дворі несуть D фірмовий знак монетного двору (не слід плутати з відміткою Dahlonega монетного двору). Denver Mint є найбільшим виробником монет у світі.

## Історія

### Кларк, Gruber & Co.
Попередники Денвері монетному дворі були люди Кларка, Gruber і компанії. Під час Pikes Peak Gold Rush, вони придумали золотий пил, доставлені з родовищ золота шахтарів. У 1858 році, Остін М. Кларк, Мілтон Е. Кларк і Емануель Генрі Gruber заснував брокерську фірму в Лівенворт, штат Канзас, а потім відкрила офіс в Денвері на початку Колорадо золотої лихоманки. Бажаючи заощадити на доставці і страхових витрат, пов'язаних з перевезенням вантажу золота назад на схід, фірма відкрила приватну м'яту. 25 липня 1860 року, написані монетний двір був відкритий у двоповерховій цегляній будівлі на розі ринку і 16-ї вулиці, карбування $ 10 золотих монет за курсом «п'ятнадцять або двадцять монет на хвилину». «На обличчі є уявлення піку, його підстава оточене лісом деревини та» Pikes Peak Gold ', що охоплює вершину. Відразу під його підставою є слово «Денвер», а під нею' Ten D. '. На реверс американського орла в оточенні під назвою фірми «Кларк, Gruber & Co.», а під датою «1860» [3]: 26-27.
A $ 20 золота монета була додана, «вага буде більше, але значення такої ж, як Сполучені Штати Америки, як монети гідністю». A $ 5 і $ 2,5 Золота монета були додані, з виробництва до $ 18 000 в тиждень. На фронті був «голова богині Свободи в оточенні тринадцяти зірок, з 'Clark & Company» в діадемі. «Пайкс золота, Денвер» був на іншій стороні, з «5D.» Або "2. 1 / 2 D "[3]: 27.
У майже трьох років експлуатації, вони карбувалися $ 594,305 на суму Пайка Пік золота у вигляді золотих монет. Крім того, вони придбали 77000 тройських унцій золота-сирцю, і поставляється «велика кількість пилу» в Філадельфії монетного двору. Будівля, випробування і карбування обладнання офіційно куплена Казначейства США в квітні 1863. Кларк, Gruber & Co. залишилася в банку, поки не купив Першого Національного банку Денвері в 1865 році [3]: 27

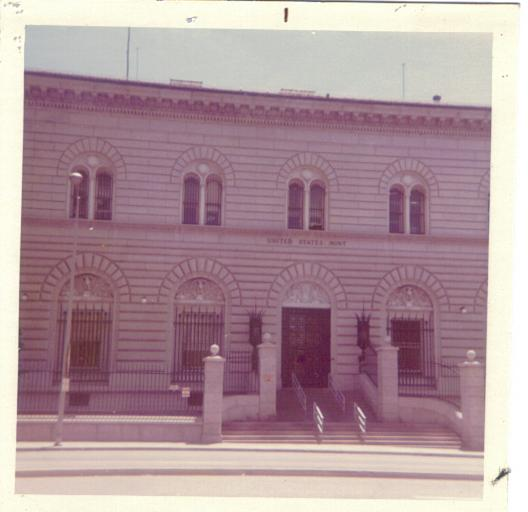

### Акт Конгресу 1862 года
Створена актом Конгресу 21 квітня 1862 року Монетний двір США в Денвері відкритий для бізнесу в наприкінці 1863 року як пробірної служби США. Операції почалися в об'єктах Clark, Gruber і компанія, розташована на 16-му і вулиць ринку і придбаних урядом за $ 25,000, що він був просто в змозі роздрукувати на місці.
На відміну від Кларка, Gruber і компанії, хоча, завод Денвер не виконав жодного карбування золота, як перший призначений [3]: 77. Одна з причин, директором Монетного двору через відсутність карбування в Денвері був, "… ворожість з індіанських племен за маршрутами, без сумніву, спровоковані повстанських емісарів (там бути громадянська війна) і поганих білих людей ".
Золото і самородків принесли туди шахтарів з околиць були прийняті пробірною палатою для плавки, випробування і розрізні литих золотих злитків. Стрижні були потім повернуті вкладникам як щеплених барів штампованими з вагою і тонкістю золота. Велика частина золота прийшли з багатих покладів розсипного золота, знайдених в потоках і вперше виявлений в 1858 році, в тому ж році Денвер був заснований.
Коли запас золота був виснажений від потоків, упор повернувся до Lode видобутку, оголюючи вени руди з високим вмістом золота і срібла. До 1859, річний вартості золота і срібла, обложеного в пробірної інспекції було більше $ 5,6 мільйона. У перші роки як пробірна інспекція, завод Денвер був найбільш істотним структура міста.
Фінансів Сполучених Штатів не розширити свої операції виплавки та рафінування з тією ж швидкістю, як відкриття і виробництва золота. У 1872 році група бізнесменів на чолі з суддею Хірам Бонд (раніше один з найбільших брокерів на Нью-Йоркській біржі золота), Джозеф Майнер і мер Денвера Джозеф Е. Бейтс створив фірму Denver виплавки та рафінування робіт, які побудували незалежний завод, комплементарних яка обробляла руду в злитки, які потім аналізували, зважували і штампом Denver Mint.
Був нова надія на статус філії м'яти, коли Конгрес передбачав створення монетного двору в Денвері для золотих і срібних монет виробництва. Сайт для нового монетного двору в West Colfax і Делавер вулицях було закуплено на 22 квітня 1896, за ціною близько $ 60 000. Будівництво почалося в 1897 році.
Асигнувань для завершення будівництва і оснащення установки були недостатніми, і передача аналізу операцій в новій будівлі були відкладені до 1 вересня 1904. операції карбування, нарешті, розпочалася 1 лютого 1906, просуваючись статус об'єкта Денвер Філія Mint. Крім того, перед нової техніки, які будуть використовуватися на монетному дворі був встановлений для використання, він вперше був відправлений в Сент-Луїсі виставки 1904 р для показу. Срібні монети були викарбувані в Денвері вперше в 1906. Протягом першого року, 167 мільйонів монет були зроблені, в тому числі $ 20 золотих (двоголовий орел) монет, $ 10 золотих (Орел) монети, $ 5 золотих (половина орла) монети, а також асорті номіналів срібних монет.